# Австралия на летних Олимпийских играх 2000
Австралия на летних Олимпийских играх 2000 была представлена 617 спортсменами. Второй раз в истории Австралия стала хозяйкой игр.
Австралийская олимпийская сборная в неофициальном общекомандном зачёте заняла 4-е место. По количеству завоёванных медалей эти игры стали самыми успешными в истории сборной Австралии.
Наибольших успехов австралийские спортсмены добились в плавании. Героем игр стал пловец Ян Торп, который завоевал 5 медалей и установивший 2 мировых рекорда.

## Награды

### Золото
| Золото | |                                             |
| №      | Спортсмены | Вид спорта (дисциплина)                     |
| 1      | Бретт Эйткен Скотт Макгрори | Велоспорт (мэдисон)                         |
| 2      | Тарин Вудс, Дебби Уотсон, Лиз Уикс, Даниэль Вудхауз, Бронуайн Майер, Гэйл Миллер, Мелисса Миллс, Симон Ханкин, Иветт Хиггинс, Кейт Хупер, Наоми Кастл, Джоанн Фокс, Бриджетт Густерсон                                                           | Водное поло (женщины)                       |
| 3      | Филипп Даттон Мэттью Райан Стюарт Тинни Эндрю Хой | Конный спорт (троеборье)                    |
| 4      | Кэти Фримэн | Лёгкая атлетика (бег, 400 м)                |
| 5      | Том Кинг Марк Тернбулл | Парусный спорт (класс 470)                  |
| 6      | Дженни Армстронг Белинда Стоуэлл | Парусный спорт (класс 470)                  |
| 7      | Ян Торп | Плавание (400 м, вольный стиль)             |
| 8      | Грант Хэкетт | Плавание (1500 м, вольный стиль)            |
| 9      | Михаэль Ким Ян Торп Эшли Каллас Крис Фидлер Тодд Пирсон (предв.) Адам Пайн (предв.) | Плавание (4×100 м, эстафета, вольный стиль) |
| 10     | Михаэль Ким Ян Торп Тодд Пирсон Билл Кирби Грант Хэкетт (предв.) Даниэль Ковальски (предв.) | Плавание (4×200 м, эстафета, вольный стиль) |
| 11     | Сьюзан О'Нейл | Плавание (200 м, вольный стиль)             |
| 12     | Натали Кук Керри Поттарст | Пляжный волейбол (женщины)                  |
| 13     | Майкл Даймонд | Стрельба (трап)                             |
| 14     | Саймон Фейруэзер | Стрельба из лука (личные соревнования)      |
| 15     | Лорен Бёрнс | Тхэквондо (до 49 кг)                        |
| 16     | Кейт Аллен, Элисон Эннан, Ренита Фаррелл, Джульетта Хэслем, Решель Хоукс, Никки Хадсон, Рашель Имисон, Кловер Маитланд, Клер Митчелл-Травернер, Дженни Моррис, Элисон Пик, Катрина Поуэлл, Лиза Поуэлл, Энджи Скирвинг, Кейт Старр, Джули Тауэрс | Хоккей на траве (женщины)                   |

### Серебро
| Серебро | |                                          |
| №       | Спортсмены | Вид спорта (дисциплина)                  |
| 1       | Кейт Слаттер Рэйчел Тейлор | Академическая гребля (двойка парная)     |
| 2       | Роберт Ричардс Даррен Балмфорт Симон Бёрджесс Энтони Эдвардс | Академическая гребля (четвёрка парная)   |
| 3       | Ник Порциг, Кристиан Райан, Стюарт Уэлш, Бретт Хайман, Роберт Ярлинг, Майк Маккей, Даниэль Бурк, Хайме Фернандес, Элистер Гордон                                         | Академическая гребля (восьмёрка)         |
| 4       | Рэйчел Спорн, Мишель Тиммс, Дженни Уиттл, Лорен Джексон, Анни Ля Флёр, Шелли Санди, Триша Фэллон, Кристи Харроуэр, Джо Хилл, Бойд, Карла, Мишель Броган, Сэнди Бронделло | Баскетбол (женщины)                      |
| 5       | Мишель Феррис | Велоспорт (500 м)                        |
| 6       | Гари Нейванд | Велоспорт (кейрин)                       |
| 7       | Эндрю Трим Дэниел Коллинз | Гребля на байдарках и каноэ (500 м, Б-2) |
| 8       | Эндрю Хой | Конный спорт (троеборье)                 |
| 9       | Джай Таурима | Лёгкая атлетика (прыжки в длину)         |
| 10      | Татьяна Григорьева | Лёгкая атлетика (прыжки с шестом)        |
| 11      | Даррен Бандок Джон Форбс | Парусный спорт (класс Торнадо)           |
| 12      | Ян Торп | Плавание (200 м, вольный стиль)          |
| 13      | Кирен Перкинс | Плавание (1500 м, вольный стиль)         |
| 14      | Мэтт Уэлш | Плавание (100 м, на спине)               |
| 15      | Михаэль Ким | Плавание (100 м, баттерфляй)             |
| 16      | Мэтт Уэлш Реган Харрисон Джефф Хьюгилл Михаэль Ким Джош Уотсон (предв.) Райан Митчелл (предв.) Адам Пайн (предв.) Ян Торп (предв.)                                       | Плавание (4×100 м, комплексное)          |
| 17      | Лизель Джонс | Плавание (100 м, брасс)                  |
| 18      | Сьюзан О'Нейл | Плавание (200 м, баттерфляй)             |
| 19      | Сьюзан О'Нейл Джиаан Руни Кирстен Томсон Петрия Томас Ясинта Ван Линт (предв.) Элька Грехэм (предв.)                                                                     | Плавание (4×200 м, вольный стиль)        |
| 20      | Сьюзан О'Нейл Дайана Калуб Лизель Джонс Петрия Томас Тарни Уайт (предв.) Сара Райан (предв.) Джиаан Руни (предв.)                                                        | Плавание (4×100 м, комплексное)          |
| 21      | Джи Уоллес | Прыжки на батуте (женщины)               |
| 22      | Марк Расселл | Стрельба (дубль-трап)                    |
| 23      | Тодд Вудбридж Марк Вудфорд | Теннис (пары, мужчины)                   |
| 24      | Мишель Джонс | Триатлон (женщины)                       |
| 25      | Даниэль Трентон | Тхэквондо (свыше 80 кг)                  |

### Бронза
| Бронза | |                                           |
| №      | Спортсмены | Вид спорта (дисциплина)                   |
| 1      | Мэттью Лонг Джеймс Томкинс | Академическая гребля (двойка парная)      |
| 2      | Джеймс Стюарт Бен Додвелл Бо Хансон Джефф Стюарт | Академическая гребля (четвёрка парная)    |
| 3      | Шейн Келли | Велоспорт (1 км)                          |
| 4      | Брэдли Макги | Велоспорт (гонка преследования, 4 км)     |
| 5      | Гари Нейванд Шин Иди Даррин Хилл | Велоспорт (спринт)                        |
| 6      | Катрин Борхерт | Гребля на байдарках и каноэ (1000 м, Б-1) |
| 7      | Мария Пекли | Дзюдо (до 57 кг)                          |
| 8      | Михаэль Блэкберн | Парусный спорт (класс Лазер)              |
| 9      | Мэтт Уэлш | Плавание (200 м, на спине)                |
| 10     | Джефф Хьюгилл | Плавание (100 м, баттерфляй)              |
| 11     | Джастин Норрис | Плавание (200 м, баттерфляй)              |
| 12     | Петрия Томас | Плавание (200 м, баттерфляй)              |
| 13     | Роберт Ньюбери Дин Пуллар | Прыжки в воду (синхронные, трамплин)      |
| 14     | Ребекка Гилмор Луди Турки | Прыжки в воду (синхронные, вышка)         |
| 15     | Натали Титкьюм, Натали Уорд, Брук Уилкинс, Салли МакДермид, Симмон Морроу, Мелани Роше, Селина Фоллас, Келли Харди, Таня Хардинг, Керри Динелт, Пета Эдибон, Сюзанна Фейрхёрст, Сандра Аллен, Джоанн Браун, Фиона Кроуфорд        | Софтбол (женщины)                         |
| 16     | Эннмари Фордер | Стрельба (пневматический пистолет)        |
| 17     | Михаэль Бреннан, Адам Комменс, Стефен Дэвис, Дамон Дилетти, Лаклан Дреер, Джейсон Дафф, Дрой Элдер, Джеймс Элмер, Пол Годойн, Стефен Хольт, Брент Ливермор, Даниэль Спрул, Джей Стейси, Крейг Виктори, Мэттью Уэллс, Михаэль Йорк | Хоккей на траве (мужчины)                 |

## Результаты соревнований

### Академическая гребля
В следующий раунд из каждого заезда проходили несколько лучших экипажей (в зависимости от дисциплины). В финал A выходили 6 сильнейших экипажей, остальные разыгрывали места в утешительных финалах B-D.
Мужчины
| Соревнование | Спортсмены                 | Предварительный заезд | Предварительный заезд | Предварительный заезд | Отборочный заезд | Отборочный заезд | Отборочный заезд | Полуфинал | Полуфинал | Полуфинал | Финал   | Финал   | Итоговое место |
| Соревнование | Спортсмены                 | Заезд                 | Время                 | Место                 | Заезд            | Время            | Место            | Заезд     | Время     | Место     | Время   | Место   | Итоговое место |
| ------------ | -------------------------- | --------------------- | --------------------- | --------------------- | ---------------- | ---------------- | ---------------- | --------- | --------- | --------- | ------- | ------- | -------------- |
| двойки       | Мэттью Лонг Джеймс Томкинс | 3                     | 6:46,99               | 2 Q                   | не участвовали   | не участвовали   | не участвовали   | 2         | 6:34,42   | 1 Q       | Финал A | Финал A | 3              |
| двойки       | Мэттью Лонг Джеймс Томкинс | 3                     | 6:46,99               | 2 Q                   | не участвовали   | не участвовали   | не участвовали   | 2         | 6:34,42   | 1 Q       | 6:34,26 | 3       | 3              |

### Бейсбол
- 6 Родни ван Бюизен
- 7 Крейг Андерсон
- 9 Мэтью Бакли
- 14 Дэйв Нильссон
- 15 Гэри Уайт
- 17 Бретт Ронеберг
- 18 Гленн Уильямс
- 20 Адам Бёртон
- 21 Грант Бальфур
- 22 Брэд Томас
- 23 Грант Макдональд
- 25 Крис Снеллинг
- 27 Том Бекер
- 29 Марк Эттлс
- 31 Майкл Накамура
- 33 Шейн Беннетт
- 35 Глен Ривз
- 36 Пол Гонсалес
- 37 Дэвид Уайт
- 38 Эдриан Мигер
- 39 Марк Хаттон
- 42 Майкл Мойл
- 43 Ронни Джонсон
- 45 Клейтон Бирн

### Велоспорт

#### Трековый велоспорт
Всего спортсменов — 8
После квалификации лучшие спортсмены по времени проходили в раунд на выбывание, где проводили заезды одновременно со своим соперником. Лучшие спортсмены по времени проходили в следующий раунд.
Мужчины
| Спортсмен                        | Соревнование                       | Квалификация | Квалификация | 1\4 финала             | 1\2 финала                        | Финал Матч за 3-е место          | Место |
| Спортсмен                        | Соревнование                       | Время        | Место        | Соперник Время         | Соперник Время                    | Соперник Время                   | Место |
| -------------------------------- | ---------------------------------- | ------------ | ------------ | ---------------------- | --------------------------------- | -------------------------------- | ----- |
| Брэдли Макги                     | Индивидуальная гонка преследования | 4:21,903     | 4            |                        | Роберт Бартко (GER) 4:22,644 пор. | Роберт Хейлс (GBR) 4:19,250 поб. |       |
| Люк Робертс                      | Индивидуальная гонка преследования | 4:31,162     | 9            |                        | Не прошёл                         | Не прошёл                        | 9     |
| Гари Нейванд Шон Иди Даррин Хилл | командный спринт                   | 44,719       | 3            | Латвия · 44,745 · поб. |                                   | Греция · 45,161 · поб.           |       |

Победители определялись по результатам одного соревновательного дня. В гите победителей определяли по лучшему времени, показанному на определённой дистанции, а в гонке по очкам и мэдисоне по количеству набранных баллов.
Мужчины
| Спортсмен  | Соревнование | Результат         | Место |
| Спортсмен  | Соревнование | Время Очки        | Место |
| ---------- | ------------ | ----------------- | ----- |
| Шейн Келли | Гит с места  | 1:02,818 (+1,209) |       |

Женщины
| Спортсмен           | Соревнование | Результат       | Место |
| Спортсмен           | Соревнование | Время Очки      | Место |
| ------------------- | ------------ | --------------- | ----- |
| Мишель Феррис       | Гит с места  | 34,696 (+0,556) |       |
| Люндьелль Хаггинсон | Гит с места  | 35,859 (+1,719) | 14    |

### Дзюдо
Спортсменов — 8
Соревнования по дзюдо проводились по системе на выбывание. В утешительные раунды попадали спортсмены, проигравшие полуфиналистам турнира. Два спортсмена, одержавших победу в утешительном раунде, в поединке за бронзу сражались с проигравшими в полуфинале.
Мужчины
| Соревнование | Спортсмены       | Первый раунд       | Второй раунд                   | 1/8 финала                         | Четвертьфинал                   | Полуфинал            | Финал                | Место |
| Соревнование | Спортсмены       | Соперник Результат | Соперник Результат             | Соперник Результат                 | Соперник Результат              | Соперник Результат   | Соперник Результат   | Место |
| ------------ | ---------------- | ------------------ | ------------------------------ | ---------------------------------- | ------------------------------- | -------------------- | -------------------- | ----- |
| до 60 кг     | Адриан Робертсон | Не участвовал      | М. Айед (TUN) П 0010 — 1110    | Завершил выступление               | Завершил выступление            | Завершил выступление | Завершил выступление | —     |
| до 66 кг     | Эндрю Коллетт    | Не участвовал      | Х. Ванга (ARU) В 1001 — 0000   | Чжан Гуанцзюнь (CHN) П 0000 — 1000 | Завершил выступление            | Завершил выступление | Завершил выступление | —     |
| до 73 кг     | Том Хилл         | Не участвовал      | Г. Веласко (PER) П 0010 — 1020 | Завершил выступление               | Завершил выступление            | Завершил выступление | Завершил выступление | —     |
| до 81 кг     | Дэниел Келли     | Не участвовал      | Д. Моррис (USA) В 0001 — 0000  | Н. Делгаду (POR) П 0001 — 1010     | Завершил выступление            | Завершил выступление | Завершил выступление | 9     |
| до 81 кг     | Дэниел Келли     | Не участвовал      | Д. Моррис (USA) В 0001 — 0000  | Утешительный турнир                |                                 |                      |                      | 9     |
| до 81 кг     | Дэниел Келли     | Не участвовал      | Д. Моррис (USA) В 0001 — 0000  | Ф. Лепре (ITA) В 0010 — 0010       | К. Сарихани (IRI) П 0101 — 1100 | Завершил выступление | Завершил выступление | 9     |

Женщины
| Спортсмен        | Категория | Турнир       | 1/8 финала                              | Четвертьфинал                             | Полуфинал           | Финал               | Место |
| Спортсмен        | Категория | Турнир       | Соперница Результат                     | Соперница Результат                       | Соперница Результат | Соперница Результат | Место |
| ---------------- | --------- | ------------ | --------------------------------------- | ----------------------------------------- | ------------------- | ------------------- | ----- |
| Ребекка Салливан | до 52 кг  | За 1-е место | Летиция Тиньола (FRA) поб. 0010+ — 0010 | Ке Сун Хи (KOR) пор. 0000 — 1000          | Не прошла           | Не прошла           | 9     |
| Ребекка Салливан | до 52 кг  | За 3-е место |                                         | Дебора Гравенстейн (NED) пор. 0000 — 1000 | Не прошла           | Не прошла           | 9     |

| Соревнование | Спортсмены   | Первый раунд                      | 1/8 финала                    | Четвертьфинал                    | Полуфинал                        | Финал                             | Место |
| Соревнование | Спортсмены   | Соперник Результат                | Соперник Результат            | Соперник Результат               | Соперник Результат               | Соперник Результат                | Место |
| ------------ | ------------ | --------------------------------- | ----------------------------- | -------------------------------- | -------------------------------- | --------------------------------- | ----- |
| до 48 кг     | Дженни Хилл  | Не участвовала                    | Э. Симонс (BEL) П 0100 — 0102 | Завершила выступление            | Завершила выступление            | Завершила выступление             | —     |
| до 57 кг     | Мария Пекли  | З. Гусейнова (AZE) В 0100 — 0000  | Ф. Нгуэле (CMR) В 0010 — 0000 | П. Андерссон (SWE) В 0101 — 0100 | И. Фернандес (ESP) П 0000 — 0000 | Утешительный турнир               | 3     |
| до 57 кг     | Мария Пекли  | З. Гусейнова (AZE) В 0100 — 0000  | Ф. Нгуэле (CMR) В 0010 — 0000 | П. Андерссон (SWE) В 0101 — 0100 | И. Фернандес (ESP) П 0000 — 0000 | Ч. Кавадзутти (ITA) В 0001 — 0001 | 3     |
| до 63 кг     | Керли Диксон | О. Артамонова (KGZ) П 0000 — 1000 | Завершила выступление         | Завершила выступление            | Завершила выступление            | Завершила выступление             | —     |

### Конный спорт
Спортсменов — 4

#### Троеборье
| Соревнование              | Спортсмены | Выездка   | Выездка | Кросс     | Кросс | Конкур    | Конкур | Всего     | Всего |
| Соревнование              | Спортсмены | Результат | Место   | Результат | Место | Результат | Место  | Результат | Место |
| ------------------------- | --- | --------- | ------- | --------- | ----- | --------- | ------ | --------- | ----- |
| индивидуальное первенство | Эндрю Хой на Swizzle In                                                                                           | -39,80    | 5       | -0,00     | 1     | -0,00     | 1      | -39,80    | 2     |
| командное первенство      | Эндрю Хой на Darien Powers Стюарт Тинни на Jeepster Филлип Даттон на House Doctor Мэттью Райан на Kibah Sandstone | -112,60   | 1       | -0,40     | 2     | -32,00    | 4      | -146,80   | 1     |

### Лёгкая атлетика
Спортсменов — 1
Мужчины
| Дисциплина      | Спортсмен      | Предварительный раунд | Предварительный раунд | Четвертьфиналы | Четвертьфиналы | Полуфиналы | Полуфиналы | Финал     | Финал |
| Дисциплина      | Спортсмен      | Результат             | Место                 | Результат      | Место          | Результат  | Место      | Результат | Место |
| --------------- | -------------- | --------------------- | --------------------- | -------------- | -------------- | ---------- | ---------- | --------- | ----- |
| ходьба на 20 км | Николас А’Херн |                       |                       |                |                |            |            | 1:21,34   | 10    |

### Плавание
Спортсменов — 24
В следующий раунд на каждой дистанции проходили лучшие спортсмены по времени, независимо от места занятого в своём заплыве.
Мужчины
| Спортсмен                                                         | Соревнование          | Предварительные заплывы | Предварительные заплывы | Полуфиналы | Полуфиналы | Финал        | Финал     |
| Спортсмен                                                         | Соревнование          | Результат               | Место                   | Результат  | Место      | Результат    | Место     |
| ----------------------------------------------------------------- | --------------------- | ----------------------- | ----------------------- | ---------- | ---------- | ------------ | --------- |
| Ян Торп                                                           | 200 м вольный стиль   | 1:46,56 (OR)            | 1                       | 1:45,37    | 2          | 1:45,83      |           |
| Грант Хэкетт                                                      | 200 м вольный стиль   | 1:49,23                 | 9                       | 1:48,76    | 7          | 1:49,46      | 8         |
| Ян Торп                                                           | 400 м вольный стиль   | 3:44,65 (OR)            | 1                       |            |            | 3:40,59 (WR) |           |
| Грант Хэкетт                                                      | 400 м вольный стиль   | 3:48,91                 | 8                       |            |            | 3:48,22      | 7         |
| Мэттью Уэлш                                                       | 100 м на спине        | 54,70                   | 2                       | 54,52      | 2          | 54,07        |           |
| Джош Уотсон                                                       | 100 м на спине        | 55,09                   | 4                       | 54,93      | 3          | 55,01        | 4         |
| Фил Роджерс                                                       | 100 м брасс           | 1:02,77                 | 17                      | Не прошёл  | Не прошёл  | Не прошёл    | Не прошёл |
| Мэтт Данн                                                         | 400 м комплекс        | 4:20,31                 | 12                      |            |            | Не прошёл    | Не прошёл |
| Майкл Клим Крис Фидлер Эли Каллас Ян Торп Тодд Пирсон* Адам Пайн* | 4×100 м вольный стиль | 3:17,37                 | 2                       |            |            | 3:13,67 (WR) |           |

Женщины
| Спортсменка                                               | Соревнование          | Предварительные заплывы | Предварительные заплывы | Полуфиналы | Полуфиналы | Финал     | Финал     |
| Спортсменка                                               | Соревнование          | Результат               | Место                   | Результат  | Место      | Результат | Место     |
| --------------------------------------------------------- | --------------------- | ----------------------- | ----------------------- | ---------- | ---------- | --------- | --------- |
| Кейси Гито                                                | 400 м вольным стилем  | 4:15,54                 | 18                      |            |            | Не прошла | Не прошла |
| Сара Д’Арси                                               | 400 м вольным стилем  | 4:18,05                 | 27                      |            |            | Не прошла | Не прошла |
| Петрия Томас                                              | 100 м баттерфляем     | 58,52                   | 3                       | 58,11      | 2          | 58,49     | 4         |
| Сьюзан О’Нейл                                             | 100 м баттерфляем     | 59,49                   | 9                       | 59,05      | 7          | 59,27     | 7         |
| Дайана Калаб                                              | 100 м на спине        | 1:02,46                 | 10                      | 1:01,86    | 8          | 1:01,61   | 7         |
| Джиан Руни                                                | 100 м на спине        | 1:03,20                 | 19                      | Не прошла  | Не прошла  | Не прошла | Не прошла |
| Лизель Джонс                                              | 100 м брасс           | 1:07,92                 | 3                       | 1:08,03    | 4          | 1:07,49   |           |
| Тарни Уайт                                                | 100 м брасс           | 1:08,35                 | 5                       | 1:08,61    | 6          | 1:09,09   | 7         |
| Дженнифер Рейлли                                          | 400 м комплекс        | 4:41,51                 | 5                       |            |            | 4:45,99   | 8         |
| Рейчел Харрис                                             | 400 м комплекс        | 4:46,02                 | 12                      |            |            | Не прошла | Не прошла |
| Сьюзан О’Нейл Сара Райан Элка Грехэм Джиан Руни Мел Додд* | 4×100 м вольный стиль | 3:43,56                 | 5                       |            |            | 3:40,91   | 6         |

*—участвовали только в предварительном заплыве

### Прыжки в воду
Спортсменов — 6
В индивидуальных прыжках в предварительных раундах складывались результаты квалификации и полуфинальных прыжков. По их результатам в финал проходило 12 спортсменов. В финале они начинали с результатами полуфинальных прыжков.
В синхронных прыжках спортсмены стартовали сразу с финальных прыжков
Мужчины
| Спортсмен                  | Соревнование        | Квалификация | Квалификация | Полуфинал | Полуфинал | Всего  | Финал     | Финал     | Всего  | Место |
| Спортсмен                  | Соревнование        | Очков        | Место        | Очков     | Место     | Всего  | Очков     | Место     | Всего  | Место |
| -------------------------- | ------------------- | ------------ | ------------ | --------- | --------- | ------ | --------- | --------- | ------ | ----- |
| Дин Пуллар                 | трамплин            | 406,65       | 8            | 222,78    | 9         | 629,43 | 424,69    | 5         | 647,40 | 5     |
| Роберт Ньюбери             | трамплин            | 402,03       | 9            | 192,87    | 18        | 594,90 | Не прошёл | Не прошёл | 594,90 | 15    |
| Мэттью Хелм                | вышка               | 455,37       | 5            | 198,03    | 3         | 653,40 | 420,21    | 11        | 618,24 | 8     |
| Роберт Ньюбери             | вышка               | 434,70       | 9            | 185,28    | 10        | 619,98 | 428,70    | 8         | 613,98 | 10    |
| Роберт Ньюбери Дин Пуллар  | синхронный трамплин |              |              |           |           |        |           |           | 322,86 |       |
| Роберт Ньюбери Мэттью Хелм | синхронная вышка    |              |              |           |           |        |           |           | 333,24 | 5     |

Женщины
| Спортсмен                 | Соревнование        | Квалификация | Квалификация | Полуфинал | Полуфинал | Всего     | Финал     | Финал     | Всего  | Место |
| Спортсмен                 | Соревнование        | Очков        | Место        | Очков     | Место     | Всего     | Очков     | Место     | Всего  | Место |
| ------------------------- | ------------------- | ------------ | ------------ | --------- | --------- | --------- | --------- | --------- | ------ | ----- |
| Шантель Мичелл            | трамплин            | 270,75       | 13           | 228,84    | 7         | 629,43    | 321,84    | 6         | 550,68 | 7     |
| Ребекка Гилмор            | трамплин            | 259,74       | 18           | 215,55    | 14        | 475,29    | Не прошла | Не прошла | 475,29 | 17    |
| Ребекка Гилмор            | вышка               | 288,99       | 12           | 175,92    | 6         | 464,91    | 273,03    | 10        | 448,95 | 11    |
| Луди Турки                | вышка               | 257,40       | 24           | Не прошла | Не прошла | Не прошла | Не прошла | Не прошла | 257,40 | 24    |
| Шантель Мичелл Луди Турки | синхронный трамплин |              |              |           |           |           |           |           | 283,05 | 4     |
| Ребекка Гилмор Луди Турки | синхронная вышка    |              |              |           |           |           |           |           | 301,50 |       |

### Стрельба
Всего спортсменов — 8
После квалификации лучшие спортсмены по очкам проходили в финал, где продолжали с очками, набранными в квалификации. В некоторых дисциплинах квалификация не проводилась. Там спортсмены выявляли сильнейшего в один раунд.
Мужчины
| Спортсмен     | Соревнование   | Квалификация | Место | Финал     | Место     | Всего | Место |
| ------------- | -------------- | ------------ | ----- | --------- | --------- | ----- | ----- |
| Дэвид Мур     | Пистолет, 10 м | 567          | 32    | Не прошёл | Не прошёл | 567   | 32    |
| Дэвид Портер  | Пистолет, 10 м | 561          | 38    | Не прошёл | Не прошёл | 561   | 38    |
| Майкл Даймонд | Трап           | 122          | 1     | 25        | 1         | 147   |       |
| Расселл Марк  | Трап           | 113          | 13    | Не прошёл | Не прошёл | 113   | 13    |

Женщины
| Спортсмен      | Соревнование   | Квалификация | Место | Финал     | Место     | Всего | Место |
| -------------- | -------------- | ------------ | ----- | --------- | --------- | ----- | ----- |
| Эннмари Фордер | Пистолет, 10 м | 385          | 5     | 99,0      | 3         | 484,0 |       |
| Линда Райан    | Пистолет, 10 м | 375          | 28    | Не прошла | Не прошла | 375   | 28    |
| Сью Маккрейди  | Винтовка, 10 м | 392          | 15    | Не прошла | Не прошла | 392   | 15    |
| Линди Имгрунд  | Винтовка, 10 м | 387          | 41    | Не прошла | Не прошла | 387   | 41    |

### Триатлон
Спортсменов — 6
Триатлон дебютировал в программе летних Олимпийских игр. Соревнования состояли из 3 этапов — плавание (1,5 км), велоспорт (40 км), бег (10 км).
Мужчины
| Спортсмен       | Соревнование      | Плавание | Велоспорт | Бег      | Итоговое время | Место | Отставание |
| --------------- | ----------------- | -------- | --------- | -------- | -------------- | ----- | ---------- |
| Майлз Стюарт    | личное первенство | 18:20,49 | 58:59,60  | 31:54,43 | 1:49:14,52     | 6     | +00:50,50  |
| Крэйг Уолтон    | личное первенство | 17:43,89 | 59:36,80  | 33:36,97 | 1:50:57,66     | 27    | +02:33,64  |
| Питер Робертсон | личное первенство | 18:47,49 | 58:40,90  | 34:10,65 | 1:51:39,04     | 34    | +03:15,02  |

Женщины
| Спортсмен      | Соревнование      | Плавание | Велоспорт  | Бег      | Итоговое время | Место | Отставание |
| -------------- | ----------------- | -------- | ---------- | -------- | -------------- | ----- | ---------- |
| Мишель Джонс   | личное первенство | 19:43,88 | 1:05:32,90 | 35:25,77 | 2:00:42,55     |       | +00:02,03  |
| Лоретта Харроп | личное первенство | 19:37,98 | 1:05:40,70 | 36:24,14 | 2:01:42,82     | 5     | +01:02,30  |
| Николь Хэкетт  | личное первенство | 19:41,08 | 1:05:37,10 | 37:52,63 | 2:03:10,81     | 9     | +02:30,29  |

### Тяжёлая атлетика
Спортсменов — 12
В рамках соревнований по тяжёлой атлетике проводятся два упражнения — рывок и толчок. В каждом из упражнений спортсмену даётся 3 попытки, в которых он может заказать любой вес, кратный 2,5 кг. Победитель определяется по сумме двух упражнений.
Мужчины
| Спортсмен           | Категория    | Вес    | Рывок | Рывок | Рывок | Толчок | Толчок | Толчок | Всего | Место |
| Спортсмен           | Категория    | Вес    | 1     | 2     | 3     | 1      | 2      | 3      | Всего | Место |
| ------------------- | ------------ | ------ | ----- | ----- | ----- | ------ | ------ | ------ | ----- | ----- |
| Мехмет Ягчи         | до 56 кг     | 55,94  | 100,0 | 100,0 | 105,0 | 125,0  | 130,0  | 135,0  | 235,0 | 17    |
| Юрий Саркисян       | до 62 кг     | 61,74  | 125,0 | 130,0 | 130,0 | 160,0  | 165,0  | 167,5  | 290,0 | 9     |
| Дамиан Браун        | до 77 кг     | 76,80  | 145,0 | 145,0 | 150,0 | 170,0  | 170,0  | 175,0  | 320,0 | 14    |
| Серго Чахоян        | до 85 кг     | 82,40  | 170,0 | 175,0 | 177,5 | 202,5  | 207,5  | 207,5  | 377,5 | 6     |
| Александр Карапетян | до 94 кг     | 94,00  | 170,0 | 175,0 | 180,0 | 207,5  | 212,5  | 212,5  | 382,5 | 10    |
| Кирил Кунев         | до 94 кг     | 93,32  | 165,0 | 170,0 | 172,5 | 205,0  | 212,5  | 212,5  | 375,0 | 14    |
| Энтони Мартин       | свыше 105 кг | 144,34 | 157,5 | 162,5 | 162,5 | 200,0  | 207,5  | 215,0  | 370,0 | 18    |
| Крис Рэй            | свыше 105 кг | 132,02 | 155,0 | 160,0 | 160,0 | 195,0  | 205,0  | 212,5  | 360,0 | 19    |

Женщины
| Спортсмен      | Категория | Вес   | Рывок | Рывок | Рывок | Толчок | Толчок | Толчок | Всего | Место |
| Спортсмен      | Категория | Вес   | 1     | 2     | 3     | 1      | 2      | 3      | Всего | Место |
| -------------- | --------- | ----- | ----- | ----- | ----- | ------ | ------ | ------ | ----- | ----- |
| Наташа Баркер  | до 58 кг  | 57,52 | 77,5  | 77,5  | 82,5  | 97,5   | 102,5  | 105,0  | 180,0 | 10    |
| Меган Уортольд | до 58 кг  | 57,14 | 75,0  | 80,0  | 80,0  | 95,0   | 100,0  | 102,5  | 175,0 | 12    |
| Аманда Филлипс | до 63 кг  | 62,96 | 77,5  | 82,5  | 82,5  | 100,0  | 105,0  | 107,5  | 190,0 | 6     |
| Мишель Кеттнер | до 69 кг  | 67,80 | 95,0  | 95,0  | 100,0 | 115,0  | 120,0  | 122,5  | 222,5 | 9     |

### Фехтование
Спортсменов — 5
В индивидуальных соревнованиях спортсмены сражаются три раунда по три минуты, либо до того момента, как один из спортсменов нанесёт 15 уколов. В командных соревнованиях поединок идёт 9 раундов по 4 минуты каждый, либо до 45 уколов. Если по окончании времени в поединке зафиксирован ничейный результат, то назначается дополнительная минута до «золотого» укола.
Мужчины
| Соревнование         | Спортсмены                                    | 1/32 финала                          | 1/16 финала                     | 1/8 финала                   | Четвертьфиналы          | Полуфиналы           | Финал матч за 3-е место | Место |
| Соревнование         | Спортсмены                                    | Соперник Результат                   | Соперник Результат              | Соперник Результат           | Соперник Результат      | Соперник Результат   | Соперник Результат      | Место |
| -------------------- | --------------------------------------------- | ------------------------------------ | ------------------------------- | ---------------------------- | ----------------------- | -------------------- | ----------------------- | ----- |
| Индивидуальная шпага | Джерард Адамс (38)                            | Карлос Педросо (CUB) (27) поб. 15:13 | Иван Ковач (HUN) (6) поб. 15:14 | Юг Обри (FRA) (22) пор. 5:15 | Завершил выступление    | Завершил выступление | Завершил выступление    | 15    |
| Индивидуальная шпага | Ник Хеффернан (36)                            | Маурисио Ривас (COL) (29) пор. 10:15 | Завершил выступление            | Завершил выступление         | Завершил выступление    | Завершил выступление | Завершил выступление    | 39    |
| Индивидуальная шпага | Дэвид Натан (39)                              | Лори Шон (CAN) (26) пор. 8:15        | Завершил выступление            | Завершил выступление         | Завершил выступление    | Завершил выступление | Завершил выступление    | 41    |
| Командная шпага      | Люк Картилье Ник Хеффернан Джерард Адамс (11) |                                      |                                 | Китай (6) · поб. 45:38       | Италия (3) · пор. 34:45 | За 5-8-е места       | За 7-е место            | 8     |
| Командная шпага      | Люк Картилье Ник Хеффернан Джерард Адамс (11) | Беларусь (10) · пор. 34:45           | Венгрия (8) · пор. 39:45        | Китай (6) · поб. 45:38       | Италия (3) · пор. 34:45 |                      |                         | 8     |

Женщины
| Соревнование         | Спортсмены        | 1/32 финала        | 1/16 финала                              | 1/8 финала            | Четвертьфиналы        | Полуфиналы            | Финал матч за 3-е место | Место |
| Соревнование         | Спортсмены        | Соперник Результат | Соперник Результат                       | Соперник Результат    | Соперник Результат    | Соперник Результат    | Соперник Результат      | Место |
| -------------------- | ----------------- | ------------------ | ---------------------------------------- | --------------------- | --------------------- | --------------------- | ----------------------- | ----- |
| Индивидуальная шпага | Эвелин Холлс (15) | не участвовала     | Андреа Рентмайстер (AUT) (18) пор. 14:15 | Завершила выступление | Завершила выступление | Завершила выступление | Завершила выступление   | 20    |